# José Manuel Carreño
José Manuel Carreño (L'Avana, 25 maggio 1968) è un ex ballerino e direttore artistico cubano.
Nel corso della sua carriera è stato primo ballerino dell'English National Ballet, del Royal Ballet e dell'American Ballet Theatre.

## Biografia
José Manuel Carreño ha iniziato a ballare all'età di dieci anni e ha studiato all'Escuela Nacional Cubana de Ballet. Nel 1987 ha vinto la medaglia d'oro del New York International Ballet Competition, mentre tre anni dopo ha ricevuto il Grand Prix all'USA International Ballet Competition.
Dal 1990 al 1993 è stato primo ballerino dell'English National Ballet e successivamente ha danzato come ballerino principale del Royal Ballet dal 1993 al 1995 e dell'American Ballet Theatre dal 1995 al 2011. Nel corso della sua carriera ha danzato i maggiori ruoli maschili del repertorio, tra cui Franz in Coppélia, Basilio in Don Chisciotte, Albrecht in Giselle e Siegfried ne Il lago dei cigni. È stato proprio con Il lago dei cigni che ha dato l'addio alle scene il 30 giugno 2011 alla Metropolitan Opera House, danzando nel ruolo del principe accanto all'Odette di Gillian Murphy e l'Odille di Julie Kent.
Dopo la fine della carriera da ballerino, Carreño è stato direttore artistico del Ballet San Jose dal 2013 al 2016 e del Ballet de Monterrey dal 2016 al 2018.
È stato sposato con la ballerina Lourdes Novoa, con cui ha avuto le figlie Carmen e Alexandra.